# Лучинка
Лучинка (рус. Лучинка) река је на западу европског дела Руске Федерације. Протиче преко централних делова Псковске области, односно преко јужних делова њеног Порховског рејона. Десна је притока реке Лиственке (притоке Черјохе), те део басена реке Нарве, односно Финског залива Балтичког мора са којима је повезана преко басена реке Великаје. У Лиственку се улива на 26. километру њеног тока узводно од ушћа.
Свој ток започиње као отока језера Лучно, у југозападним деловима Судомског побрђа.
Укупна дужина водотока је 24 km, а површина сливног подручја 124 km². Најважнија притока је река Сница (19 km) која се улива у Лучинку као њена десна притока на 4. километру узводно од ушћа.